# ویلهلم ماگنوس
هانس هاینریش ویلهلم ماگنوس (به آلمانی: Hans Heinrich Wilhelm Magnus) (زاده ۵ فوریه ۱۹۰۷ در برلین-درگذشته ۱۵ اکتبر ۱۹۹۰ در نیویورک سیتی) ریاضیدان اهل آلمان بود.

## زندگی و کارنامه
او دوره دبیرستان را در شهر توبینگن گذراند و سپس وارد دانشگاه فرانکفورت شد. در اینجا با سرپرستی ماکس دن دوره دکترا را در سال ۱۹۳۰ با رساله ای به نام «دربارهٔ گروه‌های ناپیوسته نامتناهی تعریف شده به وسیله یک رابطه» به پایان برد و در سال ۱۹۳۳ در همان‌جا درجه شایستگی را به دست آورد. در سال‌های ۱۹۳۴/۳۵ در دانشگاه پرینستون بود و پس از آن به دانشگاه آلبرتینا در کونیگسبرگ و سپس به دانشگاه فنی برلین رفت. از آنجا که او از پیوستن به حزب نازی تن زد، دنبال کردن کار در آلمان برایش ممکن نبود و او در این زمان بیکاری به پژوهش بر روی جدولهای تابعهای خاص پرداخت که سپس در آمریکا بسیار به کارش آمد. ماگنوس سرانجام در سال ۱۹۴۴ در کونیگسبرگ به درجه استادی رسید. از سال ۱۹۴۶ تا ۱۹۴۹ در دانشگاه گوتینگن استاد بود و سپس به مؤسسه فناوری کالیفرنیا و پس از آن به انستیتوی پلی تکنیک دانشگاه نیویورک رفت. زمینه پژوهشی ماگنوس نظریه ترکیبیاتی گروه‌ها بود. وی همچنین بر روی تابعهای فیزیک ریاضی کار کرد. وی همچنین آموزگار بسیار خوب بود و دانشجوای دکتری بسیاری تربیت کرد.